# Cabezón de Pisuerga
Cabezón de Pisuerga és un municipi de la província de Valladolid, a la comunitat autònoma de Castella i Lleó.

## Història
A la batalla de Cabezón, en juny de 1808 el capità general Gregorio García de la Cuesta aplegà 4.700 milicians, 300 unitats de cavalleria regular i 4 peces d'artilleria, mal armats foren derrotats pels generals Lasalle i Merle.